# Philopotamus flavidus
Philopotamus flavidus är en nattsländeart som beskrevs av Hagen 1864. Philopotamus flavidus ingår i släktet Philopotamus och familjen stengömmenattsländor. Inga underarter finns listade i Catalogue of Life.